# پرینستن (مینه‌سوتا)
پرینستن، مینه‌سوتا (به انگلیسی: Princeton, Minnesota) یک شهر در ایالات متحده آمریکا است که در مینه‌سوتا واقع شده‌است.

## خصوصیات
پرینستن ۱۳٫۴۲ کیلومترمربع مساحت و ۴٬۶۹۸ نفر جمعیت دارد و ۲۹۹ متر بالاتر از سطح دریا واقع شده‌است.